# Tiberio Carafa (1669-1742)
Tiberio Carafa (Chiusano di San Domenico, 27 gennaio 1669 – Vienna, 9 dicembre 1742) è stato un militare e letterato italiano, III principe di Chiusano.

## Biografia

### Infanzia
Tiberio Carafa nacque a Chiusano nel 1669. Era il figlio primogenito di Fabrizio Carafa (1638-1711), II principe di Chiusano, e Beatrice della Leonessa (1654-1745; figlia di Vincenzo, II duca di Ceppaloni, e Caterina Spinelli).
L'arciprete del posto, Francesco Noja, professore delle Leggi Civili, delle Leggi Canoniche e della Sacra Teologia, gli insegnò la grammatica, la poesia e la retorica; invece Francesco Carlino, filosofo e medico, gli insegnò la filosofia di Aristotele, la geometria e l'astronomia. Per volere del padre, Tiberio imparò il maneggio dei cavalli, la scherma, la caccia, i giochi con la palla e trascurò poco il ballo e la musica.

### Matrimonio
L'11 marzo 1692 sposò Giovanna Carafa (1654-1734), figlia di Alfonso, barone di Rionegro, e Maria Beatrice Bucca d'Aragona. Giovanna era al suo terzo matrimonio in quanto vedova di Andrea Capece Piscicelli, I duca di Capracotta (sposato nel 1674, morto nel 1684), e del secondo marito, Carlo Carafa, IV duca di Campolieto (sposato nel 1685, morto nel 1690). Il matrimonio era stato voluto dal padre Fabrizio, interessato ad assicurare al figlio la grande eredità del duca di Campolieto. Quest'ultimo, lontano parente dei principi di Chiusano, li aveva lasciati eredi dei suoi feudi, vincolando l'usufrutto di questi e i beni burgensatici a favore della moglie.
Il progetto matrimoniale del principe Fabrizio incontrava problemi di differenza di età: la duchessa di Campolieto aveva trentacinque anni, Tiberio ventitré. Alla fine il Carafa si lasciò convincere soprattutto da motivi economici, poiché il patrimonio dei Chiusano negli ultimi anni era ridotto in condizioni precarie. Una volta superate anche le incertezze di Giovanna, il matrimonio fu celebrato a Chiusano il 10 maggio 1692.
Con la moglie Tiberio si trasferì a Campolieto, un paese situato nel Contado di Molise, dove si interessò soprattutto dell'amministrazione dei suoi beni, senza tralasciare gli studi, in particolar modo quello della Sacra Scrittura.

### Congiura di Macchia
Alla morte di Carlo II di Spagna, con l'estinzione del ramo spagnolo degli Asburgo, nel 1701 una parte della nobiltà napoletana tentò senza successo di rovesciare il governo vicereale spagnolo.
Tiberio fu tra i promotori di tale iniziativa, appoggiato – tra gli altri – da Gaetano Gambacorta, principe di Macchia (da cui prese il nome la congiura), Girolamo Malizia Carafa (zio di Tiberio, in quanto fratello minore del padre di questi Fabrizio), Carlo di Sangro (fratello minore di Domenico, III marchese di San Lucido), Giuseppe Capece dei marchesi di Rofrano, Cesare Michelangelo d'Avalos, marchese del Vasto, Francesco Spinelli, duca della Castelluccia, Gaetano Francesco Caetani, IX duca di Sermoneta, Francesco Ceva Grimaldi, figlio del marchese di Pietracatella, Carlo e Antonio d'Eboli, marchesi di Castropignano, il duca di Sant'Elia, il barone di Gildone e altri nobili molisani, «tutti bene accompagnati da onesta gente ben armata e ben montata a cavallo». L'attuazione del piano fu tentata tra la notte del 22 e la giornata del 23 settembre 1701, ma fallì quando il viceré spagnolo fu avvisato della congiura. Carlo di Sangro fu catturato e giustiziato, mentre Giuseppe Capece fu ucciso durante la sua fuga. Gli altri fuggirono dal Regno di Napoli e trovarono rifugio presso la corte imperiale a Vienna.

### Soggiorno alla corte imperiale di Vienna
Nel novembre 1702 si recò a Vienna, dove ebbe un ruolo di coordinamento tra gli esuli napoletani. Durante il soggiorno si batté a duello con Bartolomeo Ceva Grimaldi, duca di Telese. Alla fine del 1703 si recò al seguito di Eugenio di Savoia in Ungheria, dove si erano avute sommosse. Tornato a Vienna, si dedicò nuovamente alla vita mondana e alle avventure galanti. Nel settembre 1704, postosi al seguito dell'arciduca Giuseppe I d'Asburgo, prese parte all'assedio di Landau, trovandosi ai comandi del generale Luigi Guglielmo di Baden-Baden.

### Guerra di successione spagnola e regno dei Borbone
Nel luglio 1707 Tiberio poté tornare con l'esercito austriaco del generale Wirich Philipp von Daun a Napoli. Il 16 luglio Tiberio venne inviato a Barcellona presso Carlo d'Asburgo per dargli notizia dell'avvenuta conquista del Regno e per esporgli le condizioni in cui esso versava e le disposizioni date da Vienna.
Alla fine del 1708, trovandosi in difficoltà finanziarie, il Carafa volle ritornare a Napoli, non senza aver ricevuto da Carlo VI d'Asburgo il titolo di grande di Spagna ed una pensione annua di 6 000 ducati. Nel giugno dell'anno successivo si recò a Vienna per sollecitare l'imperatore ad inviare rinforzi al fratello. Tornato di nuovo a Napoli, decise di ritirarsi fuori città per dedicarsi ad una vita di studio e meditazione.
Sin dal 1730 aveva espresso le sue critiche alla politica imperiale nel napoletano e ribadiva al viceré Giulio Visconti Borromeo Arese la necessità di chiedere l'aiuto dei baroni e di formare milizie nazionali. Ma il Visconti dette poca attenzione a Tiberio. Fedele all'Austria, nel dicembre 1733 Tiberio venne nominato vicario generale della provincia di Principato Ultra, intenzionato a difenderla anche se era sprovvisto di mezzi sia finanziari e militari. Costretto ad abbandonare la provincia per l'avanzata dell'esercito nemico, il principe di Chiusano si ritirò, al seguito del viceré, prima in Capitanata e poi in Terra di Bari. Prese il comando della Terra di Bari e si rifiutò di abbandonare i castelli di Bari e Barletta, come avrebbe voluto il viceré, riportando all'obbedienza Bitonto e sottomettendo Bari, Trani, Terlizzi, Giovinazzo, Bisceglie e Molfetta.
Nel maggio 1734 l'esercito borbonico prese il Regno di Napoli e Tiberio si imbarcò per Venezia e si recò a Vienna. Ivi, rimasto vedovo fin dal 1734, si risposò nel 1741 con Maria Giuseppa Pinelli (figlia di Giovanni Francesco, duca di Tocco, e Caterina de Guevara) che gli portò una dote di 20 000 ducati. Da nessuno dei due matrimoni Tiberio ebbe discendenti; ebbe invece una figlia naturale, Maria Anna, morta a Chiusano nel 1764.

## Opere
- Antonietta Pizzo (a cura di), Memorie di Tiberio Carafa principe di Chiusano, voll. 1-2-3,  Arte Tipografica, Napoli, 2005
- Parere di Tiberio Carafa formato d'ordine di S. M. sul sistema della città e Regno di Napoli, l'anno 1708 in Vittorio Conti (a cura di), Il "parere" di Tiberio Carafa a Carlo d'Asburgo, Firenze, Olschki, 1973
- Benedetto Maresca (a cura di), Relazione della guerra in Italia nel 1733-34 scritta da Tiberio Carafa, Forni, 1968